# Красільніков Олександр Львович
Олександр Львович Красільніков (нар. 16 жовтня 1960, Севастополь) — український підприємець і спортивний функціонер. Президент ФК «Севастополь», засновник авіаційно-спортивного клубу Севастополя, президент Федерації футболу міста Севастополя.
У 1981 закінчив Ломоносівське морехідне училище за спеціальністю «Морське судноводіння», у 2001 — Європейський університет фінансів, інформаційних систем, менеджменту і бізнесу, спеціальність — «Маркетинг».
З 2002 — депутат Севастопольської міської ради.
З 2002 — голова Федерації футболу м. Севастополь, президент ПФК «Севастополь».
У 2006 отримав почесну нагороду ФФУ «За заслуги».
З вересня 2012 — член Виконкому ФФУ.
21 березня 2014, після анексії Криму Росією, написав заяву про вихід з Виконкому ФФУ. ПФК «Севастополь» був розпущений. Організував ФК СКЧФ, який нетривалий період часу виступав у другому дивізіоні Росії з футболу.